# Ptolémée (fils de Thraséas)
Pour les articles homonymes, voir Ptolémée (homonymie).

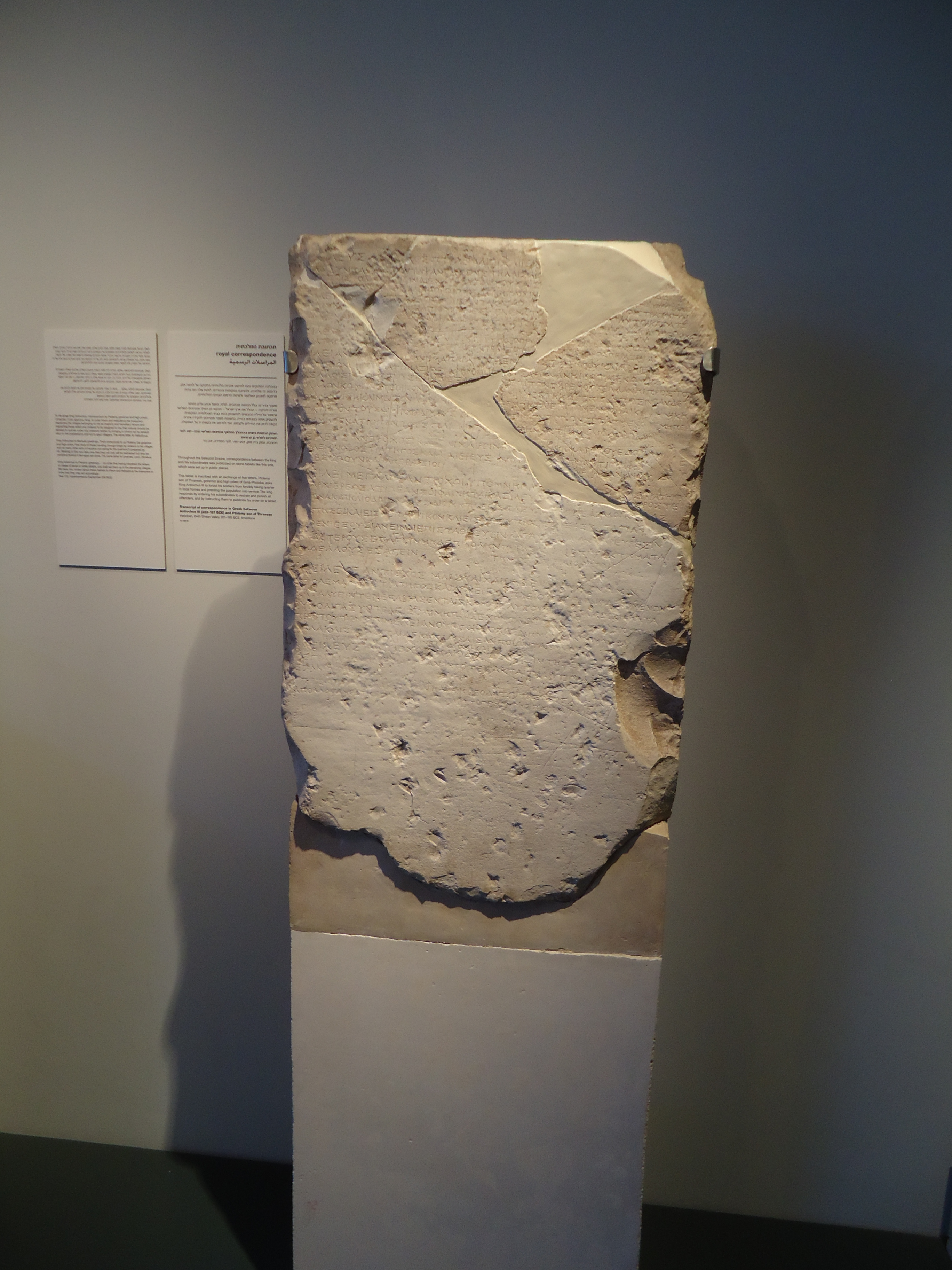
Stèle de Hefzibah (Musée d'Israël, Jérusalem)

Ptolémée, fils de Thraséas est un gouverneur de la province « Cœlé-Syrie et Phénicie », alors appelée « Syrie et Phénicie » par l'administration lagide. Il est le dernier gouverneur lagide de la région et en devient le premier stratège séleucide.
Il est nommé par le souverain Ptolémée V à la tête de la satrapie de Syrie et Phénicie. Au début de la cinquième guerre de Syrie, il change de côté et se rallie à Antiochos III. En retour, ce dernier le confirme dans sa position de gouverneur de Syrie et Phénicie. Ptolémée cumule les titres de stratège et de grand prêtre, στρατηγὸς (strategos) et ἀρχιερέυς (archiereus) au moins depuis 201 av. J.-C., et probablement déjà sous Ptolémée V. Ce cumule est inhabituel pour un officiel séleucide, mais on le retrouve à peu près à la même époque chez le gouverneur lagide de Chypre. La stèle de Hefzibah garde le témoignage des lettres d'Antiochos III visant à garantir les droits de Ptolémée sur les domaines qu'il possède. Ces correspondances sont datées des années 201 av. J.-C. à 195 av. J.-C.. Sa carrière n'est pas connue après 195 av. J.-C., date de la dernière correspondance de la stèle. Apollonios fils de Thraséas lui succède à une date indéterminée. Il s'agit peut-être d'un jeune frère de Ptolémée.
Pour remercier les Juifs de l'avoir aidé dans sa campagne, Antiochos III donne l'ordre à Ptolémée d'accorder aux Juifs d'importantes exemptions d’impôts. Le texte de cet ordre adressé à Ptolémée, généralement considéré comme authentique, a été préservé dans les Antiquités juives de l'historien Flavius Josèphe (livre XII).